# Episymploce hunanensis
Episymploce hunanensis är en kackerlacksart som först beskrevs av Guo och P. Feng 1985.  Episymploce hunanensis ingår i släktet Episymploce och familjen småkackerlackor. Inga underarter finns listade i Catalogue of Life.